# Slowakische Badmintonmeisterschaft 1989
Die Slowakische Badmintonmeisterschaft 1989 war die 23. offizielle Auflage der Titelkämpfe im Badminton in der Slowakei. Sie fand vom 15. bis zum 16. April 1989 in Žilina statt.

## Medaillengewinner
| Disziplin    | Gold                              | Silber                         | Bronze                                |
| ------------ | --------------------------------- | ------------------------------ | ------------------------------------- |
| Herreneinzel | Igor Novák                        | Juraj Brestovský               | Richard Kožušník                      |
| Dameneinzel  | Ľuba Hanzušová                    | Eva Matyusová                  | Jana Kuricová                         |
| Dameneinzel  | Ľuba Hanzušová                    | Eva Matyusová                  | Dana Tomášová                         |
| Herrendoppel | Igor Novák Juraj Brestovský       | Juraj Lenárt Ľubomír Čechovský | Ľubomír Budinský Ľubomír Schmidtmayer |
| Herrendoppel | Igor Novák Juraj Brestovský       | Juraj Lenárt Ľubomír Čechovský | Richard Kožušník Róbert Ježo          |
| Damendoppel  | Eva Matyusová Mária Holobradá     | Ľuba Hanzušová Ingrid Zavatzka | Eva Lužáková Edita Dávideková         |
| Damendoppel  | Eva Matyusová Mária Holobradá     | Ľuba Hanzušová Ingrid Zavatzka | Ľuba Sliacka Dana Tomášová            |
| Mixed        | Ľubomír Schmidtmayer Ľuba Sliacka | Juraj Lenárt Ingrid Zavatzka   | Ľubomír Čechovský Jana Kuricová       |
| Mixed        | Ľubomír Schmidtmayer Ľuba Sliacka | Juraj Lenárt Ingrid Zavatzka   | Michal Kusko Dana Tomášová            |